# Nils Hult
Nils Hult (Lund, 14 augustus 1939) was een Zweeds voetballer die bij voorkeur had als doelman gespeeld.

## Carrière
Hult is geboren in Lund. Hult begon voetballen bij Malmö FF in 1960. Hult heeft totaal 184 wedstrijden gespeeld bij zijn club. Bij laatste seizoen heeft hij gespeeld bij BK Olympic. Hij beëindigde zijn voetbalcarrière in 1973.
Hult maakt zijn debuut in Zweden in 1966. Hult heeft 4 wedstrijden gespeeld voor zijn nationale ploeg.